# Schizonycha effeta
Schizonycha effeta är en skalbaggsart som beskrevs av Louis Albert Péringuey 1908. Schizonycha effeta ingår i släktet Schizonycha och familjen Melolonthidae. Inga underarter finns listade i Catalogue of Life.